# Adenocarpus complicatus bivonae
L'adenocarpo di Bivona (Adenocarpus complicatus subsp. bivonae (C.Presl) Peruzzi, 2011) è una pianta appartenente alla tribù delle Genisteae (sottofamiglia Faboideae), endemica della Sicilia.
L'epiteto specifico è un omaggio al botanico siciliano Antonino Bivona Bernardi (1770–1837).

## Descrizione
Specie arbustiva a portamento prostrato dai fiori gialli.

## Distribuzione e habitat
È una sottospecie che colonizza le colate laviche del versante orientale dell'Etna, intorno a 1300–1400 m di quota.
Forma cespuglieti spesso in associazione con la ginestra dell'Etna (Genista aetnensis) e la ginestra odorosa (Spartium junceum).